# Santarosa
I Santarosa sono un gruppo musicale pop italiano formatosi nel 1976 in Toscana, ad Arcidosso (GR).

## Storia

### Le origini e la prima formazione
Il gruppo si forma il 2 aprile 1976 per idea di Guido Feri.
Il complesso si forma grazie all'unione di Alberto Feri, vincitore nel 1972 della rassegna canora Castrocaro (a cui partecipa vincendo anche Gilda Giuliani), ed il gruppo musicale cecinese La Genesi Umana.
Il primo nome nato da tale unione è Penny e il fior del Monte Amiata.
Successivamente, il 10 maggio 1978 si instaura la collaborazione con il discografico Romolo Ferri ed il gruppo inizia a presentarsi con il nome di Santarosa, proponendo il primo singolo: Souvenir.
La prima formazione dei Santarosa vede Alberto Feri, Angelo Tedesco, Paolo Zilio, Tiziana de Santis, Andrea Allegri, Alberto Meucci ed Ignazio Cirillo.
Tutti i membri provengono da Cecina, in provincia di Livorno, tranne Alberto Feri di Arcidosso (GR) e Tiziana de Santis di Ceprano (FR).

### L'inizio della carriera musicale
Il gruppo inizia la sua carriera nel 1978 con il brano Souvenir, primo brano italiano che include una formula nuova per quel periodo: il medley.
Per questo possono essere considerati i precursori di tale tipo di struttura musicale in Italia, in quanto Souvenir racchiude più brani uniti tra loro da un filo conduttore, che è in questo caso la tonalità. Souvenir è composta da 6 brani degli anni '60 che, uniti, vanno a creare una struttura a dialogo. La canzone è rimasta per settimane ai primi posti di varie classifiche, tra cui la Superclassifica Show di Sorrisi e Canzoni.
La prima trasmissione di rilievo cui prendono parte i Santarosa avviene il 23 dicembre 1979 in occasione di Domenica In, in diretta in esterna nelle vie di Roma insieme a Rino Gaetano.
Seguono nei mesi successivi le trasmissioni Discoring e Fresco Fresco.
Nel 1979 I Santarosa portano al successo un brano scritto da Zucchero Fornaciari: Piano piano.
Nel 1980 esce il terzo 45 giri del gruppo, che ha il nome di Torna, ritorna. Il brano altro non è che Il Silenzio di Nini Rosso, in versione cantata. Il brano ha riscontrato successo soprattutto in Francia e in Germania.
Negli anni ottanta seguono altri successi come Povero amore, Atlantide, L'amore vola, Chi sarà che sarà e Ti ricordi, canzone scritta da Enzo Ghinazzi, in arte Pupo. Tutte le canzoni citate sono state portate al successo dalla prima formazione dei Santarosa con l'etichetta discografica milanese Baby Records, la stessa di Al Bano & Romina, dei Ricchi e Poveri, di Pupo, dei Fratelli La Bionda in arte D.D. Sound e Gepy & Gepy.
Nel 1981 con il brano Io senza te il gruppo vince l'edizione del Discomare dello stesso anno.
Nello stesso anno la formazione subisce un cambiamento, riducendosi a quattro elementi: Alberto Feri, Angelo Tedesco, Paolo Zilio e Tiziana de Santis.

### Trasmissioni televisive
I Santarosa hanno preso parte a più trasmissioni televisive.
La prima trasmissione importante si tiene il 23 dicembre 1979 a Domenica In, in diretta in esterna nelle vie di Roma insieme a Rino Gaetano con Souvenir. Seguono successivamente le trasmissioni Discoring e Fresco Fresco. Il 30 settembre 1981 il gruppo partecipa alla trasmissione Il Pomeriggio in Diretta su Rai 2, da Firenze. Il 10 ottobre dello stesso anno partecipano come ospiti al TG3. L'8 novembre sono di nuovo in diretta a Domenica In, questa volta in studio, partecipando ad una gara con Fra Giuseppe Cionfoli. Il 30 novembre segue la partecipazione in diretta alla trasmissione milanese Happy Circus su Rai 1, diretta da Sammy Barbot.
Nel 1983 il gruppo partecipa ad altre trasmissioni, come il 23 aprile a Bis, in diretta da Roma su Rai 2. Segue di nuovo Discoring, il 26 giugno dello stesso anno. Partecipano anche a 30 minuti con... il 30 giugno 1983, registrata a Firenze, e riproposta il 14 agosto su Rai 3. Prendono parte inoltre alla trasmissione Mangimania il 13 luglio su Rai 2. Li troviamo partecipi in 3 puntate di Fresco Fresco su Rai 1, in diretta da Milano (18, 20 e 22 luglio 1983). Il 27 ottobre li troviamo in diretta nella trasmissione Che fai, mangi? su Rai 2, programma di cui Ennio Morricone curava la parte musicale.
Il 25 febbraio 1984 partecipano al Festival di Riccione, ripreso da Rai 3 e riproposto il 22 aprile su Rai 1. Segue la partecipazione al Teatro Tenda di Perugia, il 10 marzo 1984, ripresa da Rai 3. L'8 marzo partecipano in diretta su Rai 1 alla trasmissione Tandem. Il 13 aprile sono in diretta da Torino su Rai 1 nella trasmissione Forte Fortissimo TV Top. Il 10 giugno viene registrato su Rai 3 uno spettacolo musicale dallo Stadio Libero Liberati di Terni, che vede tra l'altro la partecipazione di molti artisti di vario genere.

### Collaborazioni artistiche
È giusto ricordare tutti gli orchestrali che si sono susseguiti nel corso degli anni nella collaborazione con I Santarosa:
Massimo Marsili (batteria), Pierpaolo Creatini (basso), Raffaele Mauriello Tedesco (Lele) (Fisarmonica flauto e voce), Marco Palmeri (sax), Andrea Zilio (percussioni), Sergio Spaziani (basso), Elia Menicagli (chitarra), Alberto Bientinesi (basso), Corrado Rossetti (chitarra e basso), Ettore Fancelli (batteria), Franco Ceccanti (chitarra).
Citiamo anche il gruppo di supporto: Fabio (tastiere), Claudio (basso), Andrea (batteria), Francesco (chitarra).
Ricordiamo anche la collaborazione di 19 tecnici che hanno lavorato con I Santarosa durante gli anni, tra cui Tommaso Monopoli, che è inoltre uno degli autori di L'Amore Vola.

### Curiosità sulla vecchia formazione
La prima serata effettuata con il nome I Santarosa ebbe luogo il 30 luglio 1978 alla Fortezza di Montalcino, Siena, che al tempo ospitava eventi anche di grande calibro.
L'ultima serata della vecchia formazione si è svolta il 21 ottobre 1984 nella piazza principale di Taranto.
Il gruppo ha effettuato complessivamente:
835 serate
182 spettacoli vari tra Rai, TV libere e radio.

### Nuova formazione (1989-2024)
Nel 1989 i Santarosa partecipano al Festival di Sanremo con una nuova formazione, presentando Anni migliori nella sezione Emergenti.
La loro formazione attuale è guidata da Pasquale Curcio, in arte Paco, voce e chitarre elettriche, che dalle prime registrazioni collabora con il prof. Guido Feri al progetto Santarosa. Nonostante intorno al 1992 il gruppo affronti un periodo difficile, Feri e Curcio ripartono col progetto alla fine degli anni novanta con Raffaele Franco, detto Riff, alle chitarre acustiche; Alfonso Siano, voce e tastiere e Franco Gregorio alla batteria. Maria Castaldo dal 2005 è la voce femminile del gruppo.
I Santarosa sono tuttora in attività esibendosi dal vivo e continuano a pubblicare dischi. È infatti del 2005 il loro lavoro prodotto dallo stesso Pasquale Curcio Sempre in viaggio, città dopo città. Nel 2011 esce Origini, prodotto ancora da Pasquale Curcio, pubblicato dalla It-Why di Pavia e distribuito in tutti i centri Feltrinelli. Il loro ultimo lavoro lo si può scaricare attraverso iTunes e contiene tre brani inediti, mentre le altre tracce seguono la classica formula medley.
Il gruppo partecipa a trasmissioni in radio e televisione, quali Notturno italiano (Radio1), I soliti ignoti (Rai 1), Sanremo Off (Music Box, Sky).
La produzione dei Santarosa si intreccia con diversi artisti italiani. Pasquale Curcio, infatti, inizia la sua attività di turnista accompagnando nei “live” e arrangiando svariati artisti.
Nel 2011 vince il Premio Bruno Lauzi
con la cantautrice Alfina Scorza per l'arrangiamento del brano Di rosso e sensualità.
Partecipa al Premio Andrea Parodi, al Premio Tenco e al Premio Bianca D'Aponte dove vince il premio S.I.A.E. come miglior canzone con Suona Forte.
Inoltre il suo arrangiamento in chiave rock de La Regina della Notte tratta dal Flauto Magico di W. A. Mozart e cantata da Tiziana Galdieri, successivamente è stata utilizzata in diversi spot televisivi.
Nel gennaio 2018 la formazione subisce una variazione: infatti torna nel gruppo un componente storico e membro fondatore, Angelo Tedesco, alle tastiere e voce.

## Formazione

### Prima formazione storica
- Alberto Feri: voce
- Tiziana De Santis: voce
- Angelo Tedesco: tastiere, sintetizzatore, voce
- Paolo Zilio: batteria, voce
- Alberto Meucci: pianoforte, moog
- Andrea Allegri: chitarra
- Ignazio Cirillo: basso
- Marco Toninelli: tastiere

(Sanremo 1989 visibile su YouTube, presente copertina album "Anni migliori", e in copertina del 45 giri "Elisir '60")

### Seconda formazione
- Pasquale "Paco" Curcio: voce, chitarra elettrica
- Tiziana Galdieri: voce
- Sara Mazzaccaro: voce
- Raffaele "Riff" Franco: chitarra acustica
- Alfonso Siano: voce, tastiere
- Franco Gregorio: batteria

### Formazione attuale
- Pasquale "Paco" Curcio: voce, chitarra elettrica
- Tiziana Galdieri: voce
- Angelo Tedesco: voce, tastiere
- Raffaele "Riff" Franco: chitarra acustica
- Franco Gregorio: batteria

## Discografia

### Album in studio
- 1979 - Santarosa (Baby Records, BR 56005)
- 1985 - Elisir 60 (Duck Record)
- 2005 - Sempre in viaggio (Hit Why)
- 2011 - Origini (Hit Why)
- 2017 - Siamo Indiani (CP Records)

### Raccolte
- 1985 - Elisir '60 (Duck Record)
- 1989 - Anni migliori (Durium, DUL 11)

### Singoli
- 1978 - Souvenir/Se fossi un pittore (Baby Records, BR 058)
- 1979 - Piano piano/Hai paura (Baby Records, BR 092)
- 1980 - Torna, ritorna/Povero amore (Baby Records, BR 50205)
- 1981 - Io senza te/Chi sarà, che sarà (Baby Records, BR 50238)
- 1983 - L'amore vola/Che follia (Lovers), P 7304)
- 1985 - Atlantide/Din don (Duck Record, GDNP 022)
- 1989 - Anni migliori/Atlantide (Durium, DBR 100)
- 2005 - Sempre in viaggio (Hit Why)
- 2011 - Origini (Hit Why)
- 2015 - Ora o mai più (CP Records)
- 2016 - Oltre il tempo noi (CP Records)
- 2017 - Siamo Indiani (CP Records)
- 2022 - I migliori sono tutti matti (Top Records)
- 2023 - Il libro violento della vita (Top Records)